# Aloe asperifolia
Aloe asperifolia é uma espécie de liliopsida do gênero Aloe, pertencente à família Asphodelaceae.